# Carex aethiopica
Carex aethiopica är en halvgräsart som beskrevs av Christian Schkuhr. Carex aethiopica ingår i släktet starrar, och familjen halvgräs. Inga underarter finns listade i Catalogue of Life.